# Кыргызстан на летних Олимпийских играх 2016
Кыргызстан на летних Олимпийских играх 2016 года был представлен 19 спортсменами в 6 видах спорта. Знаменосцем сборной Кыргызстан на церемонии открытия Игр стал боксёр Эркин Адылбек уулу, а на церемонии закрытия — борец Айсулуу Тыныбекова, ставшая пятой в весовой категории до 58 кг. По итогам соревнований сборная Кыргызстана на вторых летних Играх подряд не смогла завоевать ни одной олимпийской награды.
18 августа 2016 года Спортивный арбитражный суд (CAS) лишил кыргызстанского штангиста Иззата Артыкова бронзовой медали Олимпиады в Рио из-за обнаружения в допинг-пробе тяжелоатлета стрихнина.

## Состав сборной
Бокс
1. Эркин Адылбек уулу

 Борьба
Вольная борьба
1. Айаал Лазарев
2. Магомед Мусаев
3. Айсулуу Тыныбекова

Греко-римская борьба
1. Жанарбек Кенжеев
2. Мурат Рамонов
3. Руслан Царёв
4. Арсен Эралиев

 Дзюдо
1. Отар Бестаев
2. Юрий Краковецкий

 Лёгкая атлетика
1. Илья Тяпкин
2. Юлия Андреева
3. Мария Коробицкая
4. Дарья Маслова
5. Виктория Полюдина

 Плавание
1. Денис Петрашов
2. Дарья Таланова

 Тяжёлая атлетика
1. Иззат Артыков
2. Жаныл Окоева

## Результаты соревнований

### Бокс
Квоты, завоёванные спортсменами являются именными. Если от одной страны путёвки на Игры завоюют два и более спортсмена, то право выбора боксёра предоставляется национальному Олимпийскому комитету. Соревнования по боксу проходят по системе плей-офф. Для победы в олимпийском турнире боксёру необходимо одержать либо четыре, либо пять побед в зависимости от жеребьёвки соревнований. Оба спортсмена, проигравшие в полуфинальных поединках, становятся обладателями бронзовых наград.
Мужчины
| Категория | Спортсмены         | Первый раунд         | Второй раунд         | Четвертьфинал        | Полуфинал            | Финал                | Место                |
| Категория | Спортсмены         | Соперник Результат   | Соперник Результат   | Соперник Результат   | Соперник Результат   | Соперник Результат   | Место                |
| --------- | ------------------ | -------------------- | -------------------- | -------------------- | -------------------- | -------------------- | -------------------- |
| до 81 кг  | Эркин Адылбек уулу | COLХ. Каррильо П 0:3 | Завершил выступление | Завершил выступление | Завершил выступление | Завершил выступление | Завершил выступление |

### Борьба
В соревнованиях по борьбе, как и на предыдущих трёх Играх, разыгрывалось 18 комплектов наград. По 6 у мужчин в вольной и греко-римской борьбе и 6 у женщин в вольной борьбе. Турнир проходил по олимпийской системе с выбыванием. В утешительный раунд попадали участники, проигравшие в своих поединках будущим финалистам соревнований. Каждый поединок состоял из двух раундов по 3 минуты, победителем становился спортсмен, набравший большее количество технических очков. По окончании схватки, в зависимости от результатов спортсменам начислялись классификационные очки.
Мужчины
Вольная борьба
| Категория | Спортсмены     | Первый раунд       | 1/8 финала                  | Четвертьфинал              | Полуфинал            | Финал                | Место |
| Категория | Спортсмены     | Соперник Результат | Соперник Результат          | Соперник Результат         | Соперник Результат   | Соперник Результат   | Место |
| --------- | -------------- | ------------------ | --------------------------- | -------------------------- | -------------------- | -------------------- | ----- |
| до 97 кг  | Магомед Мусаев | Не участвовал      | MGLД. Хүдэрбулга В 3-0 (PO) | UKRВ. Андрейцев П 1-3 (PP) | Завершил выступление | Завершил выступление | 9     |
| до 125 кг | Айаал Лазарев  | Не участвовал      | POLР. Баран П 1-3 (PP)      | Завершил выступление       | Завершил выступление | Завершил выступление | 15    |

Греко-римская борьба
| Категория | Спортсмены       | Первый раунд             | 1/8 финала                | Четвертьфинал        | Полуфинал               | Финал                       | Место |
| Категория | Спортсмены       | Соперник Результат       | Соперник Результат        | Соперник Результат   | Соперник Результат      | Соперник Результат          | Место |
| --------- | ---------------- | ------------------------ | ------------------------- | -------------------- | ----------------------- | --------------------------- | ----- |
| до 59 кг  | Арсен Эралиев    | Не участвовал            | CUBИ. Борреро П 1-3 (PP)  | Утешительный раунд   | Утешительный раунд      | За 3-е место                | 5     |
| до 59 кг  | Арсен Эралиев    | Не участвовал            | CUBИ. Борреро П 1-3 (PP)  | Не участвовал        | CHNВан Лимин В 3-1 (PP) | UZBЭ. Тасмурадов П 1-3 (PP) | 5     |
| до 66 кг  | Руслан Царев     | Не участвовал            | ALGТ. Бенаисса П 0-3 (PO) | Завершил выступление | Завершил выступление    | Завершил выступление        | 17    |
| до 85 кг  | Жанарбек Кенжеев | GERД. Кудла П 0-3 (PO)   | Завершил выступление      | Завершил выступление | Завершил выступление    | Завершил выступление        | 15    |
| до 130 кг | Мурат Рамонов    | RUSС. Семёнов П 1-3 (PP) | Завершил выступление      | Завершил выступление | Завершил выступление    | Завершил выступление        | 11    |

Женщины
Вольная борьба
| Соревнование | Спортсмены         | Первый раунд       | 1/8 финала                 | Четвертьфинал         | Полуфинал                | Финал                  | Место |
| Соревнование | Спортсмены         | Соперник Результат | Соперник Результат         | Соперник Результат    | Соперник Результат       | Соперник Результат     | Место |
| ------------ | ------------------ | ------------------ | -------------------------- | --------------------- | ------------------------ | ---------------------- | ----- |
| до 58 кг     | Айсулуу Тыныбекова | Не участвовала     | BRAДж. да Силва В 3-1 (PP) | FINП. Олли В 3-1 (PP) | RUSВ. Коблова П 1-3 (PP) | За 3-е место           | 5     |
| до 58 кг     | Айсулуу Тыныбекова | Не участвовала     | BRAДж. да Силва В 3-1 (PP) | FINП. Олли В 3-1 (PP) | RUSВ. Коблова П 1-3 (PP) | INDС. Малик П 1-3 (PP) | 5     |

### Водные виды спорта

#### Плавание
В следующий раунд на каждой дистанции проходят спортсмены, показавшие лучший результат, независимо от места, занятого в своём заплыве.
Мужчины
| Дистанция          | Спортсмены     | Предварительный раунд | Предварительный раунд | Предварительный раунд | Полуфинал            | Полуфинал            | Полуфинал            | Финал                | Финал                |
| Дистанция          | Спортсмены     | Заплыв                | Результат             | Место                 | Заплыв               | Результат            | Место                | Результат            | Место                |
| ------------------ | -------------- | --------------------- | --------------------- | --------------------- | -------------------- | -------------------- | -------------------- | -------------------- | -------------------- |
| 200 метров брассом | Денис Петрашов | 1                     | 2:16,57               | 38                    | завершил выступление | завершил выступление | завершил выступление | завершил выступление | завершил выступление |

Женщины
| Дистанция          | Спортсмены     | Предварительный раунд | Предварительный раунд | Предварительный раунд | Полуфинал             | Полуфинал             | Полуфинал             | Финал                 | Финал                 |
| Дистанция          | Спортсмены     | Заплыв                | Результат             | Место                 | Заплыв                | Результат             | Место                 | Результат             | Место                 |
| ------------------ | -------------- | --------------------- | --------------------- | --------------------- | --------------------- | --------------------- | --------------------- | --------------------- | --------------------- |
| 100 метров брассом | Дарья Таланова | 2                     | 1:10,94               | 34                    | завершила выступление | завершила выступление | завершила выступление | завершила выступление | завершила выступление |

### Дзюдо
Соревнования по дзюдо проводились по системе с выбыванием. В утешительные раунды попадали спортсмены, проигравшие полуфиналистам турнира. Два спортсмена, одержавших победу в утешительном раунде, в поединке за бронзу сражались с дзюдоистами, проигравшими в полуфинале.
Мужчины
| Категория    | Спортсмены       | 1/32 финала        | 1/16 финала                 | 1/8 финала              | Четвертьфинал        | Полуфинал            | Финал                | Место |
| Категория    | Спортсмены       | Соперник Результат | Соперник Результат          | Соперник Результат      | Соперник Результат   | Соперник Результат   | Соперник Результат   | Место |
| ------------ | ---------------- | ------------------ | --------------------------- | ----------------------- | -------------------- | -------------------- | -------------------- | ----- |
| до 60 кг     | Отар Бестаев     | Не участвовал      | EGYА. Абельрахман В 101:000 | AZEО. Сафаров П 001:110 | Завершил выступление | Завершил выступление | Завершил выступление | 9     |
| свыше 100 кг | Юрий Краковецкий |                    |                             |                         |                      |                      |                      | 7     |

### Лёгкая атлетика
Мужчины
Шоссейные дисциплины
| Дисциплина | Спортсмен   | Время | Место | Отставание |
| ---------- | ----------- | ----- | ----- | ---------- |
| марафон    | Илья Тяпкин |       |       |            |

Женщины
Трековые дисциплины
| Дисциплина           | Спортсмен     | Предварительный раунд | Предварительный раунд | Предварительный раунд | Четвертьфиналы | Четвертьфиналы | Четвертьфиналы | Полуфиналы    | Полуфиналы    | Полуфиналы    | Финал    | Финал |
| Дисциплина           | Спортсмен     | Забег                 | Время                 | Место                 | Забег          | Время          | Место          | Забег         | Время         | Место         | Время    | Место |
| -------------------- | ------------- | --------------------- | --------------------- | --------------------- | -------------- | -------------- | -------------- | ------------- | ------------- | ------------- | -------- | ----- |
| бег на 10 000 метров | Дарья Маслова | Не проводится         | Не проводится         | Не проводится         | Не проводится  | Не проводится  | Не проводится  | Не проводится | Не проводится | Не проводится | 31:36.90 | 19    |

Шоссейные дисциплины
| Спортсмен         | Время   | Место |
| Юлия Андреева     | 2:40:34 | 59    |
| Виктория Полюдина | 2:41:37 | 62    |
| Мария Коробицкая  | 2:47:53 | 94    |

### Тяжёлая атлетика
Каждый НОК самостоятельно выбирает категорию в которой выступит её тяжелоатлет. В рамках соревнований проводятся два упражнения — рывок и толчок. В каждом из упражнений спортсмену даётся 3 попытки. Победитель определяется по сумме двух упражнений. При равенстве результатов победа присуждается спортсмену, с меньшим собственным весом.
Мужчины
| Категория | Спортсмены    | Вес   | Рывок | Рывок | Рывок | Толчок | Толчок | Толчок | Всего | Место |
| Категория | Спортсмены    | Вес   | 1     | 2     | 3     | 1      | 2      | 3      | Всего | Место |
| --------- | ------------- | ----- | ----- | ----- | ----- | ------ | ------ | ------ | ----- | ----- |
| до 69 кг  | Иззат Артыков | 68,68 | 146   | 151   | 155   | 181    | 188    | 196    | 339   | DSQ   |

Женщины
| Категория | Спортсмены   | Вес   | Рывок | Рывок | Рывок | Толчок | Толчок | Толчок | Всего | Место |
| Категория | Спортсмены   | Вес   | 1     | 2     | 3     | 1      | 2      | 3      | Всего | Место |
| --------- | ------------ | ----- | ----- | ----- | ----- | ------ | ------ | ------ | ----- | ----- |
| до 48 кг  | Жаныл Окоева | 47,56 | 68    | 72    | 75    | 92     | 97     | 101    | 169   | 10    |